# Microcosmus pacificus
Microcosmus pacificus är en sjöpungsart som beskrevs av Monniot 200. Microcosmus pacificus ingår i släktet Microcosmus och familjen lädermantlade sjöpungar. Inga underarter finns listade i Catalogue of Life.